# Vanuatu en los Juegos Paralímpicos de Londres 2012
Vanuatu estuvo representado en los Juegos Paralímpicos de Londres 2012 por un deportista masculino. El equipo paralímpico vanuatuense no obtuvo ninguna medalla en estos Juegos.